# Chromatomyia paraciliata
Chromatomyia paraciliata är en tvåvingeart som beskrevs av Godfray 1985. Chromatomyia paraciliata ingår i släktet Chromatomyia och familjen minerarflugor. Inga underarter finns listade i Catalogue of Life.